# Paralatindia peruviana
Paralatindia peruviana är en kackerlacksart som beskrevs av Henri Saussure och Leo Zehntner 1894. Paralatindia peruviana ingår i släktet Paralatindia och familjen Polyphagidae.
Artens utbredningsområde är Peru. Inga underarter finns listade i Catalogue of Life.